# Paraleptomenes rufoniger
Paraleptomenes rufoniger är en stekelart som beskrevs av Giordani Soika 1995. Paraleptomenes rufoniger ingår i släktet Paraleptomenes och familjen Eumenidae. Inga underarter finns listade i Catalogue of Life.